# Siam Square
Siam Square (สยามสแควร์) è una zona di shopping e svago nell'area di Siam, nel distretto di Pathumwan, a Bangkok, in Thailandia, posseduta dall'Università Chulalongkorn.